# Quenta Silmarillion
A Quenta Silmarillion J. R. R. Tolkien A szilmarilok c. könyvének (1977) harmadik része. A kifejezés quenya nyelvű, és azt jelenti, hogy „a szilmarilok története”.

## Felépítése
1. Az idők kezdetéről
2. Aulë és Yavanna
3. A tündék érkezése és Melkor fogsága
4. Thingol és Melian
5. Eldamar és az eldák hercegei
6. Fëanor és Melkor megszabadítása
7. A szilmarilok és a noldák lázadása
8. Valinor homályba borulása
9. A noldák futása
10. A sindák
11. A Nap és a Hold meg Valinor elrejtése
12. Az emberek ébredése
13. A noldák visszatérése
14. Beleriand birodalmai
15. A noldák Beleriandban
16. Maeglin
17. Az emberek nyugatra mennek
18. Beleriand bukása és Fingolfin eleste
19. Beren és Lúthien
20. Az ötödik csata: Nirnaeth Arnoediad
21. Túrin Turambar
22. Doriath pusztulása
23. Gondolin bukása
24. Eärendil utazása